# Beautiful Loser
Beautiful Loser ist ein französischer Kurzfilm von Maxime Roy aus dem Jahr 2018.

## Handlung
Michel ist 53 Jahre alt, trockener Alkoholiker und nach 22 Jahren als Konsument nun seit 4 Monaten auf Methadon-Entzug. Bei den Anonymen Alkoholikern spricht er über seine Schmerzen und seine Probleme, dem fast erwachsenen Sohn Léo und dem kaum 10 Monate alten Nachzügler Gabriel, den er alle zwei Wochen am Wochenende betreuen darf, gerecht zu werden. Er wollte nie ein zweites Kind, fühlt sich überfordert und spürt das Verlangen, wieder rückfällig zu werden.
Eines Tages hat er Gabriel bei sich zu Hause und auch Léo kommt vorbei. Beide verbringen ein harmonisches Wochenende, an dessen Ende Michel und Léo den kleinen Gabriel auf dem Motorrad zu seiner Mutter Hélène bringen. Sie ist außer sich vor Wut, da es geschneit hat und dem Kind etwas hätte zustoßen können. Sie wirft Léo raus, der in ihrer Wohnung rauchen will. Michel, der immer noch viel für sie empfindet, weist sie ab: Sie braucht selbst einen Halt im Leben.
Der Arztbesuch demotiviert Michel zusätzlich, so macht ihm der Arzt klar, dass Jahre des Raubbaus am Körper nicht innerhalb weniger Wochen ungeschehen gemacht werden können. Es brauche Zeit, aber es wird besser werden. Michel kommt zu spät zum Abholen von Gabriel und zieht sich Hélènes Enttäuschung zu. Léo wiederum eröffnet ihm wenig später, dass er nicht bei ihm übernachten werde, sondern lieber bei einem Freund schlafe. Michel ist frustriert und findet in der Nacht keinen Schlaf, da Gabriel ständig schreit. Léo meldet sich nicht auf seinen Anruf, sodass er aufgibt: Er kauft sich Heroin. Als er es sich zuhause spritzen will, ruft Léo an und teilt Michel mit, dass er in fünf Minuten bei ihm sein werde. Michel beginnt zu weinen und spritzt das Heroin in den Ausguss.

## Produktion
Beautiful Loser war der erste professionelle Kurzfilm, den Maxime Roy als Regisseur umsetzte. Zuvor waren bereits mehrere Kurzfilme im Rahmen seines Studiums entstanden. Beautiful Loser basiert auf dem Leben von François Créton, der das Drehbuch mitverfasste und die Hauptrolle übernahm. Im Film zu hören sind die Titel Ce soir, c’est Noël von Les Wampas und Ghostrider von Suicide. Die Kostüme schuf Constance Bloch, die Filmbauten stammen von Elsa Stroom.
Beautiful Loser erlebte im Oktober 2018 auf dem Festival International du Film Francophone de Namur seine Premiere. In Frankreich lief der Film unter anderem im Februar 2019 auf dem Festival du Court-Métrage de Clermont-Ferrand. ARTE zeigte Beautiful Loser am 27. Januar 2019 im Rahmen der Sendung Kurzschluss, wobei er untertitelt lief.

## Auszeichnungen
Auf dem Festival du Court-Métrage de Clermont-Ferrand wurde François Créton 2019 mit dem Schauspielerpreis ausgezeichnet. Beautiful Loser gewann auf dem Festival Itinérances Alès im April 2019 den Großen Preis der Jury im Bereich Kurzfilm. Der Film wurde zudem 2020 für einen César in der Kategorie Bester Kurzfilm nominiert.